# Bombardeo al centro comercial Retroville de Kiev
El bombardeo al centro comercial Retroville de Kiev 20 de marzo de 2022, cuando un centro comercial, Retroville, ubicado en Kiev, Ucrania, fue bombardeado por Rusia. Al menos ocho personas murieron.

## Antecedentes
Las Fuerzas Armadas de Rusia invadieron Ucrania el 24 de febrero de 2022, incluida una ofensiva en el óblast de Kiev, entrando desde Bielorrusia. Una batalla en la ciudad comenzó al día siguiente.
El centro comercial Retroville medía 120 334 metros cúbicos de tamaño, tenía un área de 86,000 metros cuadrados y albergaba más de 250 tiendas. El centro comercial se completó en mayo de 2020. Está gestionado por BT Invest, una sociedad de inversión lituana.

## Bombardeo

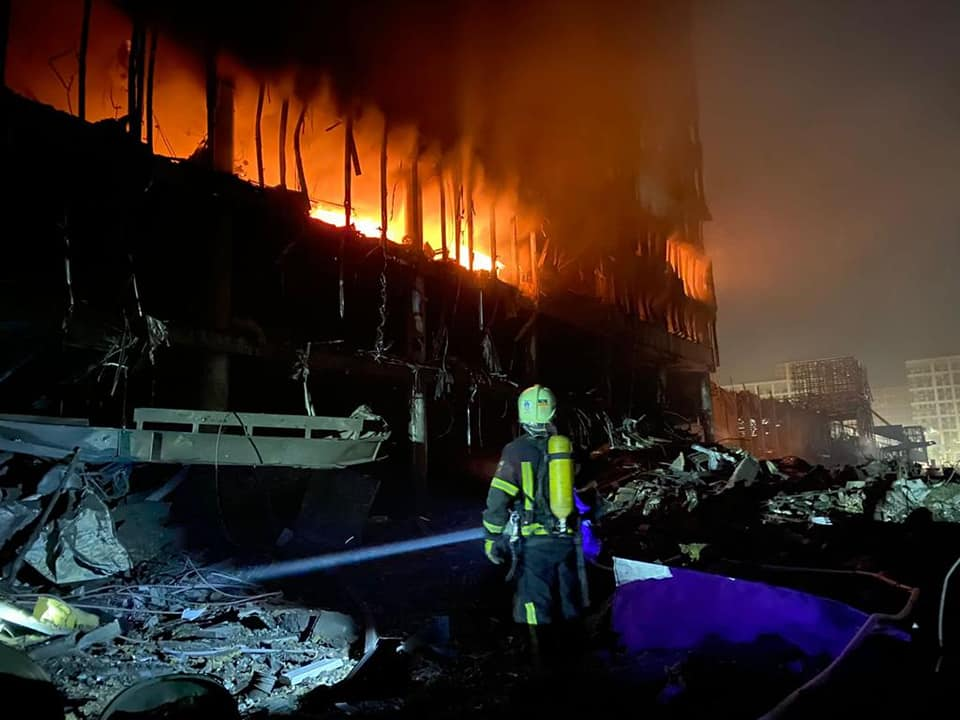

Durante la noche del 20 de marzo de 2022, las Fuerzas Armadas de Rusia bombardearon Retroville, un centro comercial en la capital ucraniana, Kiev.
Los servicios de emergencia ucranianos recibieron informes de un incendio en el centro comercial a las 22:48.
El centro comercial fue destruido en gran parte, al igual que los automóviles cercanos, el gimnasio Sport Life y un centro de negocios. El alcalde de Kiev, Vitali Klichkó, anunció que los edificios cercanos sufrieron graves daños y al menos ocho personas murieron.
La sede de la cadena de supermercados Novus, ubicada en el centro de negocios, fue «casi completamente destruida». Su supermercado insignia, ubicado en el centro comercial, también se vio afectado, y sufrió techos colapsados y otros daños estructurales.

## Justificación
El Ministerio de Defensa de Rusia dijo que lanzó el ataque porque el centro comercial fue utilizado como cubierta para almacenar y recargar municiones, incluidos los lanzacohetes múltiples BM-21 Grad, por las Fuerzas Armadas de Ucrania y proporcionó imágenes de drones de lo que el Ministerio describió como un sistema ucraniano de cohetes de lanzamiento múltiple (MLRS) disparando y regresando al centro comercial. antes de ser desamparado por un misil ruso. El día después del ataque, las autoridades ucranianas detuvieron a un hombre que, según dijeron, compartió imágenes que mostraban vehículos militares ucranianos estacionados cerca del centro comercial en TikTok a fines de febrero, y advirtieron a los ucranianos que no publicaran información sobre los movimientos militares ucranianos.